# Pirata sylvanus
Pirata sylvanus är en spindelart som beskrevs av Chamberlin och Ivie 1944. Pirata sylvanus ingår i släktet Pirata och familjen vargspindlar. Inga underarter finns listade i Catalogue of Life.